# NGC 2409
NGC 2409 je otvoreni skup u zviježđu Krmi. 

## Vanjske poveznice
- SEDS: NGC 2409